# Чемпіонат Польщі з хокею 1984—1985
Чемпіонат Польщі з хокею 1985 — 50-ий чемпіонат Польщі з хокею, чемпіоном став клуб Заглембе Сосновець.

## Фінальний раунд
| М  | Команда              | І  | В  | Н | П  | Ш       | О  |
| -- | -------------------- | -- | -- | - | -- | ------- | -- |
| 1. | Заглембє Сосновець   | 28 | 18 | 5 | 5  | 154:92  | 41 |
| 2. | Полонія Битом        | 28 | 19 | 2 | 7  | 162:54  | 40 |
| 3. | Подгале (Новий Тарг) | 28 | 19 | 2 | 7  | 142:70  | 40 |
| 4. | Напшуд Янув          | 28 | 11 | 4 | 13 | 105:110 | 26 |
| 5. | Краковія Краків      | 28 | 11 | 3 | 14 | 105:134 | 25 |
| 6. | ГКС Тихи             | 28 | 9  | 5 | 14 | 90:116  | 23 |

Скорочення: М = підсумкове місце, І = ігри, В = перемоги, Н = нічиї, П = поразки, Ш = закинуті та пропущені шайби, О = набрані очки

## Кваліфікаційний раунд
| М   | Команда               | І  | В  | Н | П  | Ш       | О  |
| --- | --------------------- | -- | -- | - | -- | ------- | -- |
| 7.  | ЛКС (Лодзь)           | 30 | 13 | 3 | 14 | 111:143 | 29 |
| 8.  | Сточньовець (Гданськ) | 30 | 10 | 6 | 14 | 102:133 | 26 |
| 9.  | ГКС Катовіце          | 30 | 9  | 4 | 17 | 119:154 | 22 |
| 10. | Унія (Освенцім)       | 30 | 7  | 2 | 21 | 99:183  | 16 |

Скорочення: М = підсумкове місце, І = ігри, В = перемоги, Н = нічиї, П = поразки, Ш = закинуті та пропущені шайби, О = набрані очки

## Плей-оф

### Чвертьфінали
- Полонія Битом — ЛКС (Лодзь) 2:0 (7:1, 3:2 Б)
- Напшуд Янув — Краковія Краків 2:0 (3:0, 6:0)
- Заглембє Сосновець — Сточньовець (Гданськ) 2:0 (6:3, 5:3)
- Подгале (Новий Тарг) — ГКС Тихи 2:0 (8:1, 2:1)

### Півфінали
- Полонія Битом — Подгале (Новий Тарг) 2:1 (4:2, 3:4, 3:2)
- Заглембє Сосновець — Напшуд Янув 2:0 (9:8, 6:5)

### Фінал
- Заглембє Сосновець — Полонія Битом 2:0 (6:1, 5:3)

## Матч за 7 місце
- ЛКС (Лодзь) — Сточньовець (Гданськ) 1:2 (4:2, 4:8, 7:9)

## Матч за 5 місце
- Краковія Краків — ГКС Тихи 1:2 (7:4, 5:8, 4:7)

## Матч за 3 місце
- Подгале (Новий Тарг) — Напшуд Янув 2:0 (5:2, 6:2)

## Кваліфікація
- ГКС Катовіце — Унія (Освенцім) 2:0 (6:0, 9:2)

## Найкращий бомбардир
Анджей Забава з Заглембє Сосновець 63 очка (41+22).

## Найкращий гравець
Найкращим гравцем був визнаний воротар Франітшек Кукля (Полонія Битом).

## ІІ Ліга
Переможець ліги КТХ Криниця.